# George Garcia
George Garcia (* 18. Januar 1973 in Almuñécar) ist ein deutsch-spanischer Singer-Songwriter/Komponist, Produzent, Künstlermanager und Dirigent für Kino- und Fernsehmusik.

## Leben
George Garcia wurde in Andalusien geboren und zog im Alter von sechs Jahren nach München.
Ab 2002 arbeitete Garcia in der Musikindustrie. Während seines Marketingstudiums war er für Nenas Kinderlabel „Zwerkwerk“ als Produktmanager tätig. Nach Abschluss seines Studiums 2003 war Garcia bis 2010 Labelmanager für Mike Batts Plattenfirma Dramatico. Dort betreute Garcia unter anderem die Künstler Aṣa, Caro Emerald, Geoffrey Gurrumul Yunupingu, Jem, Marianne Faithfull und Sarah Blasko. Er arbeitete zudem mit der Musikerin Katie Melua, an deren Durchbruch in Deutschland, Österreich und der Schweiz Garcia laut des Musikmagazins Mediabiz entscheidend beteiligt war. 2006 produzierte er das Gesangsdebüt von Eva Mattes, das Jazz-Album Language of Love.
2007 begann Garcia die Produktion und Aufnahme des Psalmen-Hörbuchs Vom Aufgang der Sonne für den Hänssler Verlag, an dem unter anderem Nina Petri, Xavier Naidoo und Nina Ruge mitwirkten. Im selben Jahr komponierte und arrangierte er mit Oliver Hahn die Filmmusik für den Spielfilm Vorne ist verdammt weit weg mit Erwin Pelzig. 2008/2009 folgte die Produktion und Aufnahme des zweiten Psalmen-Hörbuchs Das Wasser des Lebens (Hänssler/Warner). 
Im Laufe des Jahres 2010 machte Garcia sich selbstständig und baute sein eigenes Label „Autentico Music“ sowie den gleichnamigen Verlag auf. Von 2013 bis 2015 war er als Geschäftsführer für das Musiclabel „Modulquadrat“ tätig und nahm dort unter anderem die Alin Coen Band unter Vertrag.
2015 komponierte Garcia eigene Lieder. 2017 erschien die Debüt-EP Mittendrin, ein Jahr später das Album Jeder Tag zählt.